# Шюгждинене, Юргита
Юргита Шюгждинене (лит. Jurgita Šiugždinienė; род. 1 марта 1972, Каунас) — литовский политический и государственный деятель. Член президиума партии Союз Отечества — Литовские христианские демократы (TS-LKD). Депутат Сейма Литвы с 13 ноября 2020 года. В прошлом — министр образования, науки и спорта Литвы (2020—2023). Кавалер Ордена Академических пальм.

## Биография
Родилась 1 марта 1972 года в Каунасе.
В 1990 году окончила среднюю школу № 26 в Каунасе (ныне прогимназия имени Симонаса Даукантаса). В 1994 году окончила Каунасский технологический университет, получила степень бакалавра по управлению бизнесом. В 1996 году окончила магистратуру в том же университете по государственному управлению. В 2008 году получила докторскую степень по общественным наукам.
В 1998—2003 годах — директор муниципального учебного центра при Каунасском технологическом университете. В 2008–2009 годах — заведующая кафедрой государственного управления Каунасского технологического университета. В 2013—2015 годах — декан факультета социальных и гуманитарных наук. В 2015—2017 годах — проректор по учебной работе. В 2017—2018 годах — временно исполняющий обязанности ректора.
В 2003—2007 годах — советник по местному самоуправлению и децентрализации Регионального центра ПРООН в Братиславе. В 2009—2012 годах — директор департамента стратегического управления в канцелярии премьер-министра Литвы. В 2012 году — заместитель руководителя канцелярии премьер-министра Литвы, временно исполняющий обязанности руководителя.
С 2012 года — член партии Союз Отечества — Литовские христианские демократы (TS-LKD).
В 2019–2020 годах — член городского совета города Каунас.
По результатам парламентских выборов 2020 года избрана депутатом Сейма Литвы в округе Шилайняй (№14). Член Комитета по государственному управлению и самоуправлениям.
11 декабря 2020 года получила портфель министра образования, науки и спорта Литвы в кабинете Шимоните. 22 мая 2023 года подала в отставку на фоне скандала, связанного с журналистским расследованием возможного нецелевого использования служебных средств, которые, будучи членом городского совета города Каунас, она получала в самоуправлении на обеспечение своей работы. Временно исполняющей её обязанности стала министр юстиции Эвелина Добровольска. 4 июля новым министром стал Гинтаутас Якштас.
Более 15 лет консультировала по вопросам государственного управления, государственной службы и стратегического управления власти более 15 стран, включая Казахстан, Таджикистан, Туркменистан, Боснию и Герцеговину, Палестину, Афганистан, Восточный Тимор, Грузию, Армению, Беларусь. В 2018–2020 годах — член правления и вице-президент по исследованиям Ассоциации ведущих европейских университетов в области инженерного образования и исследований (CESAER). Бывший член правления частного ISM Университета управления и экономики. Активно участвовала в программе Kurk Lietuvai («Твори для Литвы»), курируемой аппаратом правительства Литвы.
Помимо родного литовского языка владеет английским и русским языками.

## Личная жизнь
Муж — спортсмен-яхтсмен Раймондас Шюгждинис (род. 1967), представлявший Литву на летних Олимпийских играх 1992 года. У пары двое детей: дочь Года (Goda) и сын Вилюс (Vilius).